# Lonzée
Lonzée is een plaats en deelgemeente van de Belgische gemeente Gembloers.
Lonzée ligt in de provincie Namen en was tot 1 januari 1965 een zelfstandige gemeente.

## Bezienswaardigheden
- De Abdij van Argenton werd begin 13e eeuw gesticht. In 1229 werd hij verbonden aan de Abdij van Villers. De resterende gebouwen zijn voornamelijk uit de 2e helft van de 18e eeuw.
- De Sint-Rochuskerk (Église Saint-Roch) is een neogotisch kerkgebouw van 1846.

## Demografische ontwikkeling
- Bronnen:NIS, Opm:1831 tot en met 1961=volkstellingen

Deelgemeenten: Beuzet · Bossière · Bothey · Corroy-le-Château · Ernage · Gembloers · Grand-Leez · Grand-Manil · Isnes · Lonzée · Mazy · Sauvenière

Overige plaatsen: Baudecet · Ferooz · Golzinne · Liroux · Petit-Leez · Vichenet

Belgische gemeenten · arrondissement Namen · provincie Namen · Wallonië